# Alchemilla atriuscula
Alchemilla atriuscula är en rosväxtart som beskrevs av S. Fröhner. Alchemilla atriuscula ingår i släktet daggkåpor, och familjen rosväxter. Inga underarter finns listade i Catalogue of Life.